# Cristina Sivieri Tagliabue
Cristina Sivieri Tagliabue (Monza, 26 marzo 1973) è una giornalista e scrittrice italiana. È impegnata nell'approfondimento dei diritti e della sostenibilità ambientale, sociale ed economica.

## Biografia
Inizia a scrivere a 14 anni per Il Cittadino di Monza e Brianza. Nel 1993 si trasferisce a Pavia dopo essersi iscritta al corso di laurea in Lettere Moderne, indirizzo Storia Contemporanea presso l’Università degli Studi di Pavia.
Nel 1994 è eletta unico membro studente del Consiglio di Amministrazione dell’Università di Pavia, e insieme a Filippo Ughi, Maura Mammola, Daria Pandolfi e Barnaba Ponchielli fonda Inchiostro, conseguendo dall’Ateneo il finanziamento di 1 milione di lire per realizzare quello che oggi è il più longevo giornale universitario italiano.
Dal 1996 lavora per ANSA e i quotidiani La Repubblica e Il Sole 24 Ore. Nel 1998 fonda il mensile Bar Business con Gruppo Food. Nel 1999 dà vita al supplemento internet del mensile Millionnaire.
Pioniera di nuove iniziative editoriali, a fine 1999 viene scelta come giovanissima responsabile dei contenuti della startup Altavista Italia, il motore di ricerca americano pre-Google. A febbraio del 2000 inaugura Altavista.it, e l’8 marzo dello stesso anno diventa giornalista professionista.
Nel 2001 cura la startup dei siti di Milano Finanza e Italia Oggi, e si trasferisce a Roma dove crea ciò che diverrà Tim Vision: la divisione editoriale dei contenuti multimediali di Telecom Italia Mobile.

### Il percorso di vita 'alternativo' dedicato al sociale e alla parità di genere
Dopo sette anni di esperienza manageriale, nel 2006 inaugura un percorso di vita “alternativo”, dedicato alla ricerca e al sociale.
Scrive inchieste per Lo Straniero di Goffredo Fofi e per Diario diretto da Enrico Deaglio. Dà vita alle pagine di creatività e innovazione di Nòva24, inserto de Il Sole 24 Ore dedicato al futuro, fondato da Luca De Biase. Con i giornalisti di Nòva24 co-condurrà - un giorno la settimana - la trasmissione Nòvalab 24 per Radio24.
La riflessione sulla creatività e i nuovi media sociali si sviluppa, oltre che con la scrittura di un blog per Il Sole 24 Ore, anche attraverso un saggio, scritto insieme ad Enrico Ghezzi, sul passaggio da Blob ai blog, dal titolo Blobbblog e con il suo primo documentario: “Esistere! Esistere! Esistere! Ma perché non ho fatto l’idraulico?", prodotto dal Partito Democratico e pensato insieme a Pippo Civati e Marta Battioni per denunciare il nuovo precariato intellettuale milanese. “Esistere!” viene presentato insieme a Maurizio Martina ed Aldo Nove alla Festa dell’Unità di Milano tra le polemiche di Libero e Confartigianato.
Comincia in questi anni anche l’attività legata alla parità di genere, che la vede attiva nella narrazione del femminile, e nella costruzione di reti orizzontali. L’8 marzo 2008, insieme a un gruppo di autrici, giornaliste e artiste - tra cui Domiziana Giordano, Maddalena Fragnito e Pippa Bacca - fonda Non Chiederci La Parola, associazione culturale dedicata alla promozione dell’educazione civica su temi femminili attraverso il linguaggio dell’audiovisivo.
Nello stesso anno scrive, sotto l’impulso di Elisabetta Sgarbi, direttrice editoriale di Bompiani, un libro inchiesta sul tema del corpo femminile: “Appena ho 18 anni mi rifaccio”.
Il testo la farà viaggiare in tutta Italia ed incontrare madri e figlie preda di stereotipi fisici imbarazzanti: dal testo nascerà nel 2009 lo spettacolo teatrale BodyWork di Elisa Lepore.
Sempre attiva sui temi del terzo settore, viene chiamata da Aldo Bonomi per curare la sezione video dell’exibit in Triennale “La città Fragile”.
Insieme ad Emma Bonino e Fiorella Kostoris è fondatrice dell’associazione Pari o Dispare presieduta dalla Bonino, per la quale è ideatrice e produttrice di diversi spot audiovisivi. Nello stesso anno intervista José Saramago.

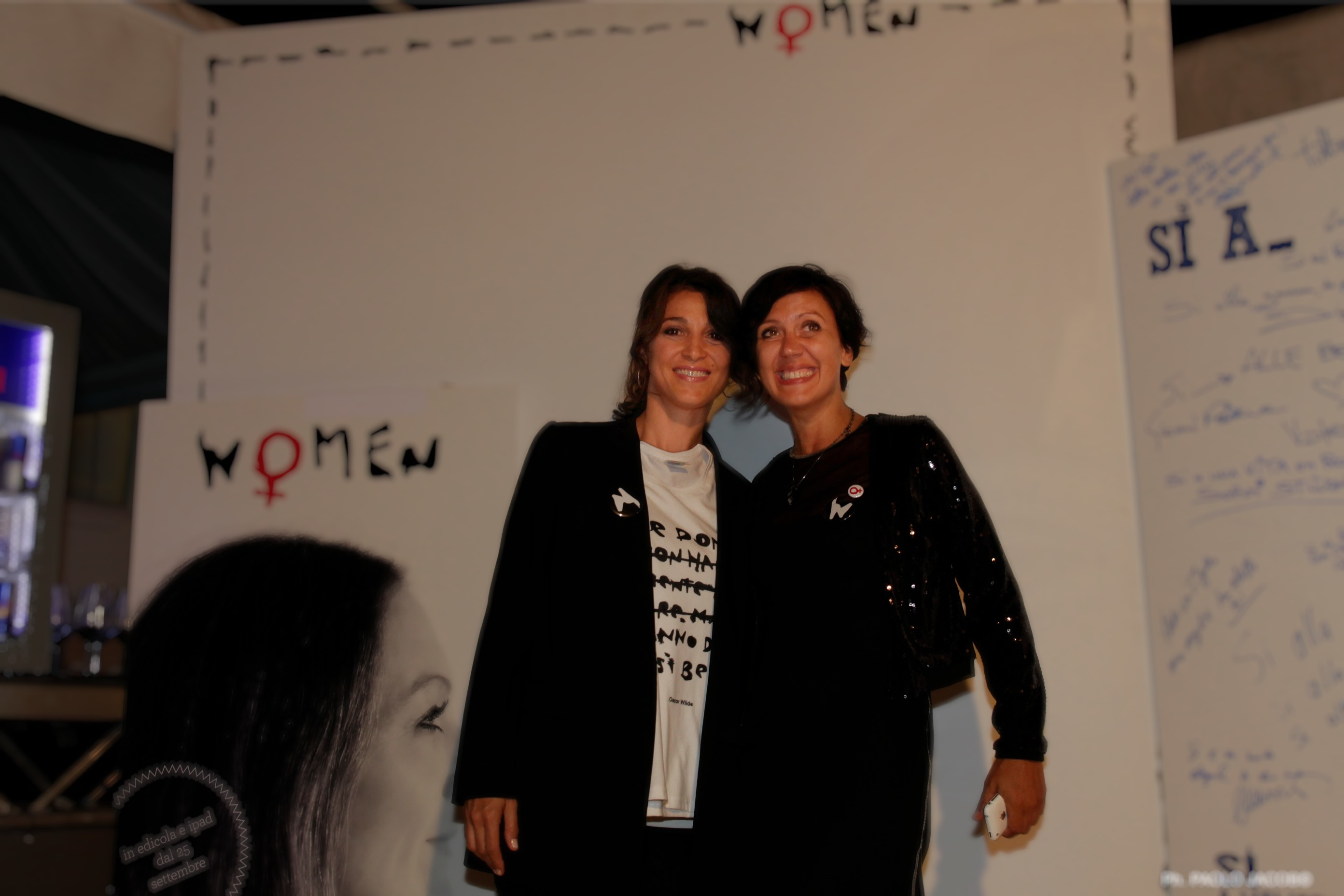
Cristina Sivieri Tagliabue e Donatella Finocchiaro alla 68ª Mostra internazionale d'arte cinematografica di Venezia.

Nello stesso anno Fondazione Cariplo contribuisce alla creazione del primo progetto di denuncia di utilizzo improprio del corpo femminile nelle pubblicità: la web series “La Réclame”,prodotta in collaborazione con L’Unità diretta da Concita De Gregorio.
In occasione della campagna elettorale di Emma Bonino per la Presidenza della Regione Lazio (2010) scrive per Bompiani “Alfabeto Bonino", il suo secondo libro.
Nel settembre 2011 presenta al Festival di Venezia la rivista mensile Women, da lei ideata e diretta. A metà tra arte e giornalismo, Women ha l’obiettivo di promuovere le eccellenze al femminile: per il primo numero l’artista Vanessa Beecroft regala a Women un autoritratto d’artista. L’esperienza tuttavia si chiude dopo poco a causa di un diverbio con l’editore.
Il libro “Appena ho 18 anni mi rifaccio” nel 2012 diventa un documentario distribuito da Mir Cinematografica: Body Shopping. Nello stesso anno scrive per Sette e partecipa al libro “Non è un paese per donne” (Mondadori) curato da Cristina Zagaria, con un racconto.

### La nascita delle imprese socialiLalàeLe Contemporanee
Nel 2013 vince un bando Europeo per le startup e fonda l’impresa sociale Lalà, casa di produzione audiovisiva con sede a Rovereto e Milano. 

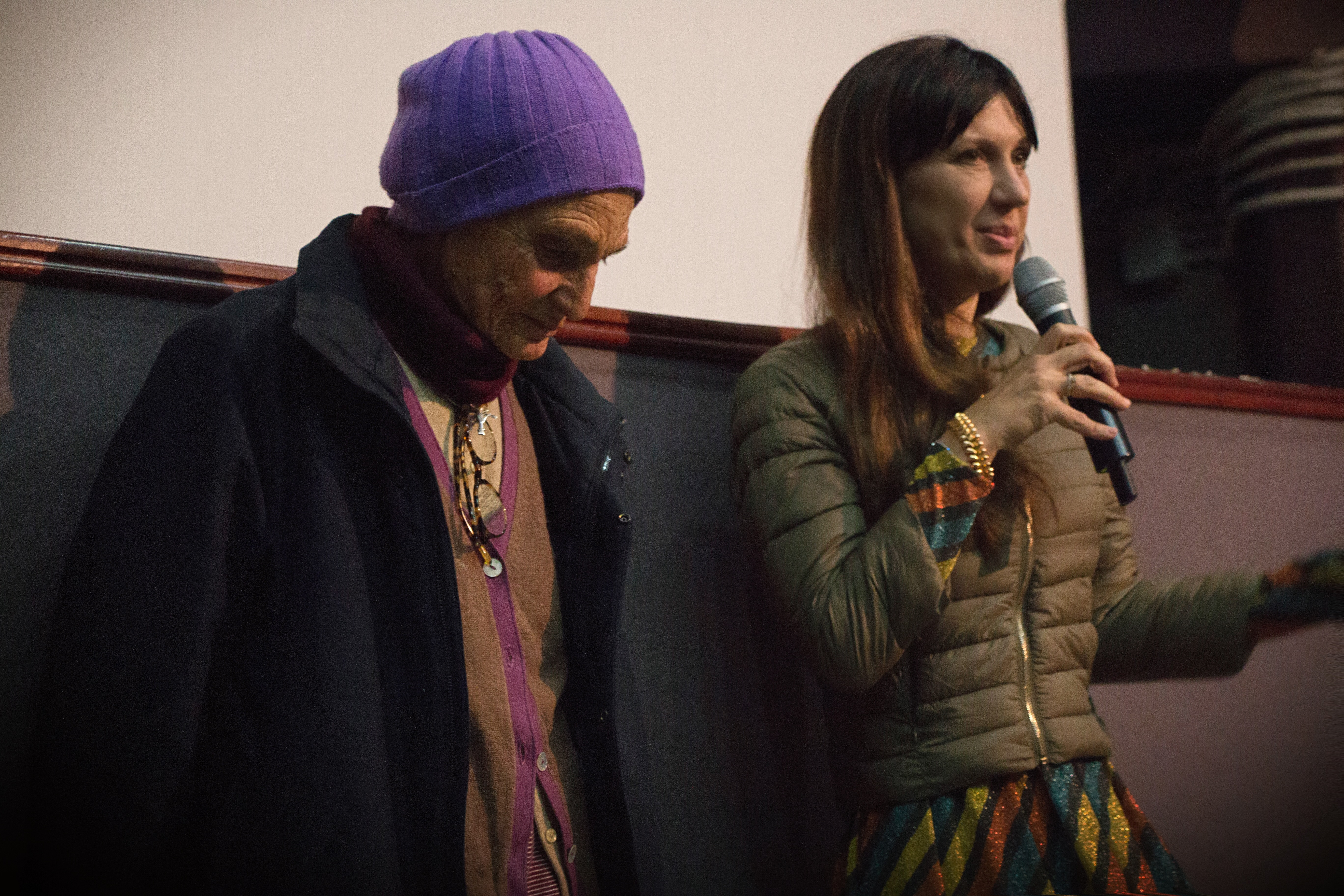
Cristina Sivieri Tagliabue e Benedetta Barzini alla presentazione del film The disappearance of my mother" a Napoli.

Firma diverse web series per editori online e comincia il suo percorso autoriale e produttivo con i media tradizionali come MTV Networks e Sky Arte HD. La casa di produzione diventa una piccola realtà di eccellenza nel panorama italiano e tra il 2013 e il 2018 lavora a diversi spot documentari e serie internet. Discute in luoghi pubblici di donne e media, alla Camera dei Deputati come in piccoli festival locali. La sua esperienza di scrittura continua sulle pagine de Il Fatto Quotidiano.
Nel 2019 fonda, insieme a Valeria Manieri e Sarah De Pietro, Le Contemporanee, impresa sociale che ha l’ambizione di unire le donne -  a prescindere dagli schieramenti politici - per presentare progetti di legge di “genere” trasversali. Facendo proprio il metodo del débat publique francese, Le Contemporanee coinvolgono cittadine attraverso un media civico - un luogo di opinione online - e incontri pubblici, nonché tavoli di lavoro riservati in Parlamento, realizzati insieme alle politiche che hanno aderito al progetto. Ad oggi, da Mara Carfagna a Valeria Fedeli, da Emma Bonino  a Anna Paola Concia, da Lia Quartapelle a Rossella Muroni. E tante altre ancora, da Benedetta Barzini a Marta Dassù a Flavia Perina con ampia partecipazione del mondo media e delle imprese. Nell'ottobre 2019, in risposta all'offensiva della Turchia di Recep Tayyip Erdogan nel nord della Siria contro il popolo curdo, le Contemporanee assieme a cento donne del mondo dell'informazione, dell'accademia, della cultura e dello spettacolo lanciano un appello bipartisan a sostegno delle donne, dei bambini e degli uomini curdi, che ottiene migliaia di adesioni in pochi giorni.

### Testimonial del femminile

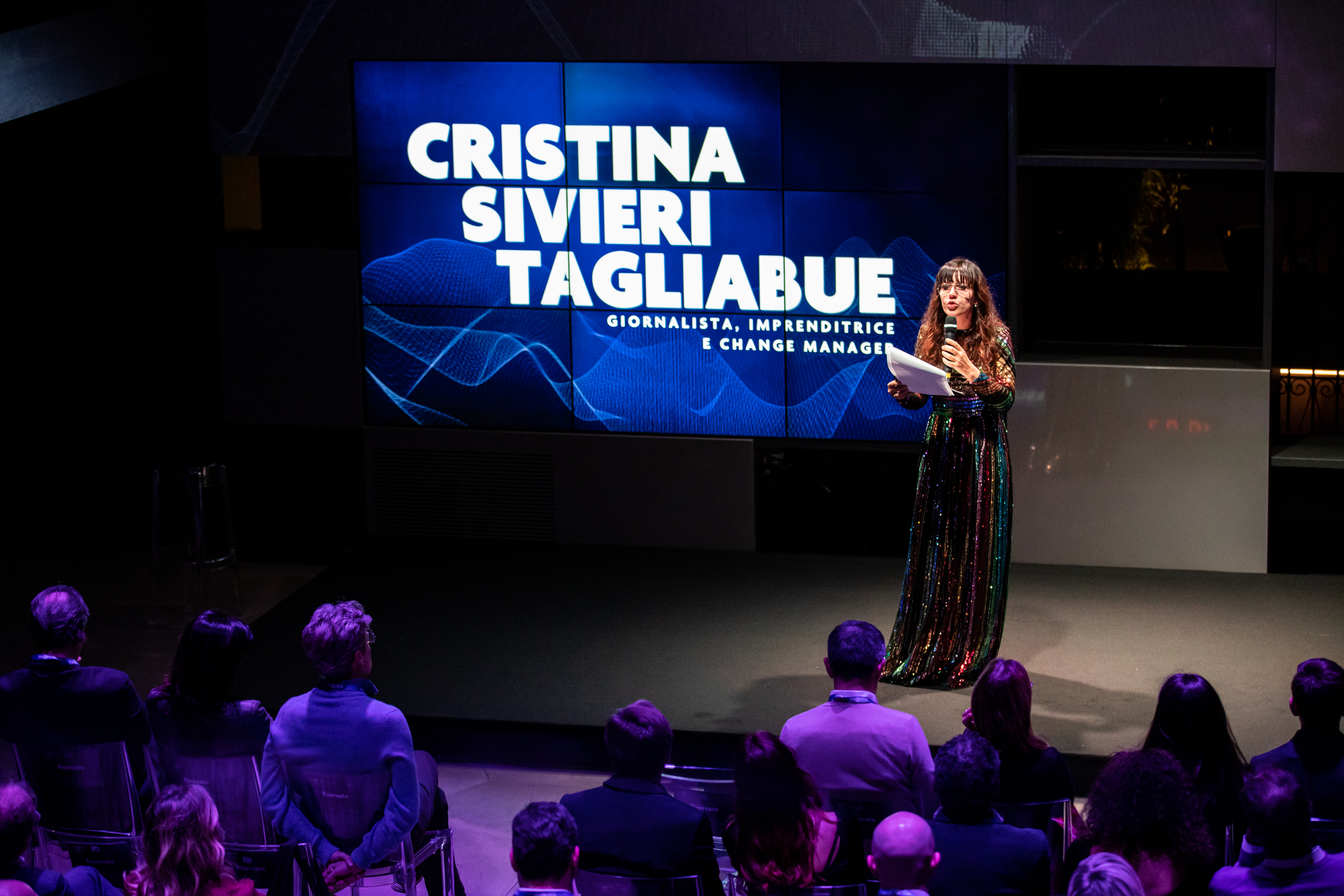
Cristina Sivieri Tagliabue alla Innovation Night del 12 dicembre 2019 a Milano.

Nell'ottobre 2019 viene selezionata come testimonial della campagna Donne di Classe A, promossa dal Ministero dello Sviluppo Economico e da ENEA - Agenzia nazionale per il risparmio energetico, assieme a Alessandra Scaglioni, caporedattore di Radio 24, Francesca Pucci, communication manager e Ilaria Bertini, direttore del Dipartimento Unità Efficienza Energetica di ENEA. Lo spot #donnediclassea, presentato ufficialmente il 3 settembre 2019 in occasione della 76ª Mostra internazionale d'arte cinematografica di Venezia, è stato diffuso online a partire dal 4 novembre 2019.
Il 12 dicembre 2019 viene selezionata come speaker alla "Innovation Night" dove tiene uno speech ironico e disincantato sulla relazione donne e robot dal titolo "Senti chi parla, adesso", diventato poi capitolo del libro "Parlo quindi Sono".

### Coronavirus e bambini: dall'ora d'aria all'apertura delle scuole
In pieno lockdown, il 23 marzo, scrive un articolo per Il Fatto Quotidiano chiedendosi come mai i bambini non possano uscire per prendere un po' d'aria e i cani invece sì. Viene contattata da Costanza Margiotta e coinvolta nella scrittura di lettere dedicate ai sindaci italiani per chiedere che i bambini possano uscire di casa almeno un poco.
Risponde il sindaco Nardella a Firenze, e dopo meno di una settimana la ministra Bonetti, affermando che il tema deve essere affrontato. Il giorno successivo una circolare del Ministero dell’Interno che chiarisce la posizione del Governo: è possibile fare una passeggiata con i bambini.
Il 18 aprile, sempre con Costanza Margiotta ed un gruppo di insegnanti fiorentini, scrive una lettera indirizzata alla ministra Azzolina che chiede la riapertura dei nidi e delle materne per i mesi di maggio e giugno, e scuole aperte "in presenza" a settembre. La lettera, firmata dal Comitato Priorità Alla Scuola non ottiene risposta.

Il 23 maggio lo stesso Comitato organizza la prima grande manifestazione italiana in epoca "post lockdown", in 19 città italiane in contemporanea, alle 15.30. Migliaia di famiglie e insegnanti partecipano al questo momento, chiedendo certezze circa l'apertura delle scuole in presenza. La ministra risponde con un tweet.

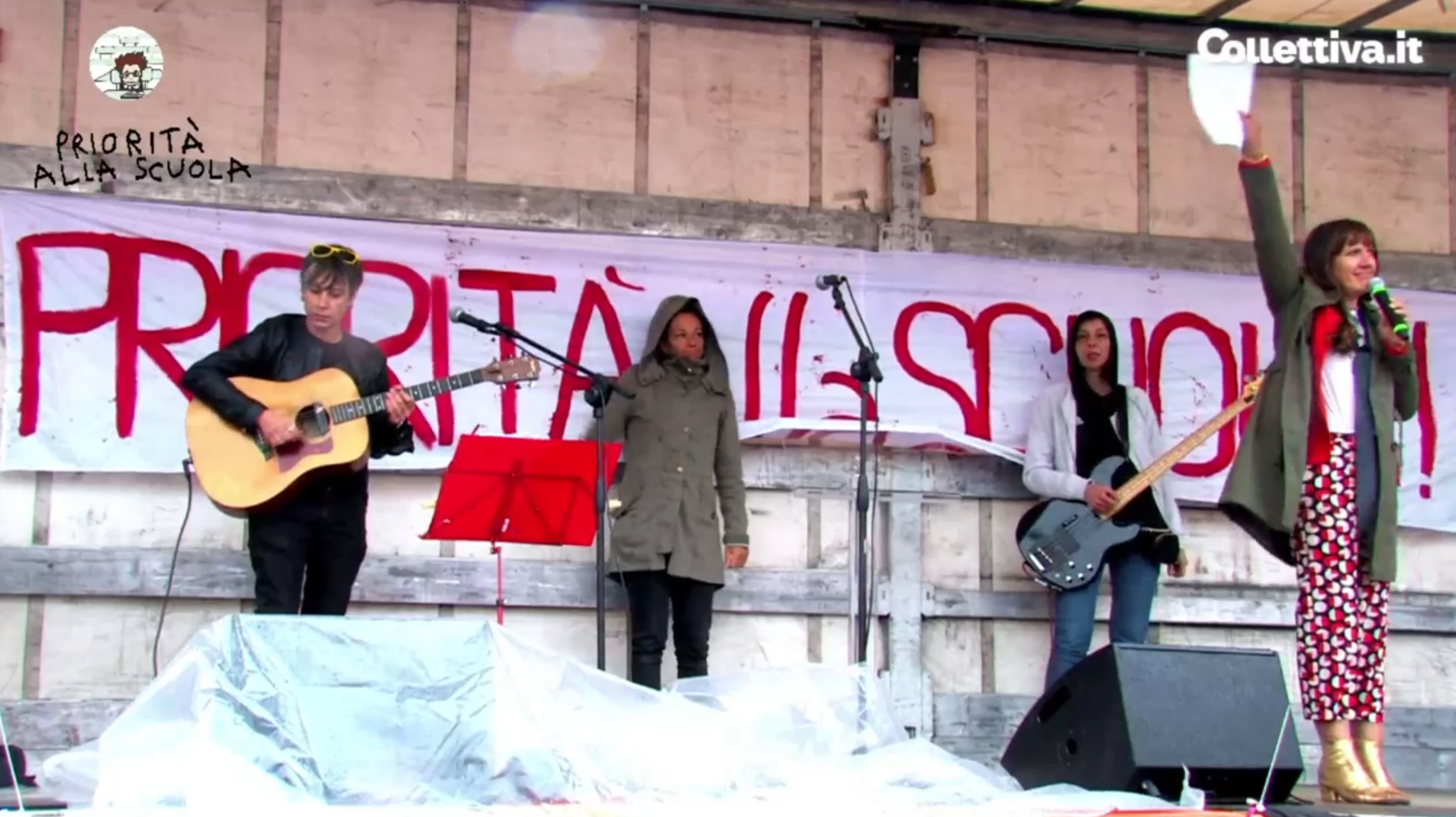
Cristina Sivieri Tagliabue durante la Manifestazione Priorità alla Scuola

Il 10 giugno, insieme alle mamme e avvocatesse Diana Palomba ed Andrea Catizone fa causa al Governo presso il TAR Lazio per l'incostituzionalità delle norme destinate alla fascia d'età 0-3 anni: l'avvocatura di Stato accoglie all'interno del decreto del 15 giugno destinato a nidi e materne la richiesta.
Il 25 giugno con il Comitato Priorità alla Scuola organizza una seconda manifestazione nazionale, a cui aderiscono 60 comitati in altrettante città. Priorità alla Scuola si assesta come il movimento più importante nato in epoca Covid.
l 26 settembre 2020 il Comitato Priorità alla Scuola torna in piazza con una terza mobilitazione, sostenuta dai principali sindacati e Tagliabue - che gestisce un pomeriggio di interventi da Piazza del Popolo - introduce, tra gli altri Costanza Margiotta, Maddalena Fragnito, Aboubakar Soumahoro, MammadiMerda, Filippo Belfante, Gloria Ghetti, Assalti Frontali, Alice Clarini e Merel Van Dijk e i principali rappresentanti dei sindacati della scuola italiani.

### La Svolta
Nel 2021 viene chiamata da Roberto Coizet, presidente della casa editrice Rete Ambiente, all'ideazione di un nuovo quotidiano dedicato alla sostenibilità.
La realizzazione del progetto porta alla fondazione de La Svolta, quotidiano online specializzato nella narrazione di ambiente, diritti e futuro che nasce nel gennaio 2022. Il progetto annovera diverse firme e personalità di spicco che vi aderiscono, e raggiunge un pubblico di 300mila lettori mese.
Attivo fino al maggio 2024, viene chiuso repentinamente in seguito al coinvolgimento dell'imprenditore e direttore editoriale Pietro Colucci nelle inchieste della magistratura genovese. Il caso diventa di dominio pubblico dopo la reazione dell'Ordine dei giornalisti, Federazione Nazionale della Stampa e dei Sindacati, che si sollevano per il licenziamento ritorsivo e ingiusto di Tagliabue da parte di Colucci. La motivazione addotta nella causa di licenziamento è una nota della redazione in cui si informano doverosamente i lettori delle inchieste in corso, e dell'impegno della redazione a proseguire le attività.
Il licenziamento si inserisce in un momento particolarmente complesso per diversi direttori che hanno compiuto il loro dovere nel rispetto della deontologia professionale. Nella stessa settimana vengono licenziati i direttori de L'Espresso e de Il Messaggero.

## Insegnamenti
Dal 2015 al 2017 collabora con il Comune di Milano insieme a Arci, Spazio Aperto Servizi e La Cordata per insegnare consapevolezza media ai giovani adolescenti residenti in zona Barona attraverso un progetto di Citizen Journalism.
Dal 2011 al 2013 è docente di produzione audiovisiva e web series presso Naba - Nuova Accademia delle Belle Arti di Milano.
Dal 2006 al 2008 è stata Lecturer di Fiction Licterature presso l’Università degli Studi di Pavia all’interno di un corso di Scrittura Creativa realizzato dalla rivista Inchiostro in collaborazione con il collegio Ghislieri.

## Controversie
- Sotto la direzione di Luca Valtorta e Laura Gnocchi, nel 2004/05 collabora con Musica e Il Venerdì di Repubblica, occupandosi di inchieste ed interviste a personaggi della musica emergente ed alternativa. Nell’ottobre 2004 intervista Albertino di Radio Deejay all’interno di un pezzo per Musica che parte dalla domanda: “come mai le radio programmano sempre le stesse canzoni?”. All’interno della conversazione, che vira intorno alle etichette indipendenti e gruppi alternativi come gli Afterhours, Tagliabue chiede ad Albertino come mai non siano mai on air. Albertino risponde “quando Manuel Agnelli farà un bel pezzo saremo i primi a programmarlo”. L’intervista non viene registrata, Tagliabue prende appunti come vuole la regola giornalistica. Una volta uscito il pezzo, il 4 novembre 2004, con il titolo “Agnelli faccia un bel disco, poi ne riparliamo”, Albertino negherà quanto affermato, creando un caso all’interno del Gruppo Espresso[41].

## Pubblicazioni
- Missione Democrazia: Sofia e Leone mettono in salvo la Costituzione. Garzanti, 2021. ISBN 9788811818847
- Non è un paese per donne, Milano, Mondadori 2011. ISBN 9788804612889
- Alfabeto Bonino, Milano, Bompiani 2010. ISBN 9788845265327
- Appena ho 18 anni mi rifaccio, Milano, Bompiani. 2009. ISBN 9788845263033
- Blobbblog e i nuovi linguaggi dell’audiovisivo, con Enrico Ghezzi (Nòva 24 Review, Il Sole 24 Ore). ISSN 1970-4054 (WC · ACNP)

## Filmografia

### Documentari
- Moonland, con Fabio Genovesi, Sky Arte HD, 2016.
- Body Shopping, con la regia di Daniela Robecchi, Mir Distribuzione, 2012.
- Esistere! Esistere! Esistere! Ma perché non ho fatto l’idraulico?, Non Chiederci La Parola, 2008.

### Web series
- Italian Makers, prodotto da Triennale di Milano e La Repubblica, 2015.
- Se Mi Posti Ti Cancello, prodotto da MTV Networks e Save The Children, 2014.
- Coltìvati, con Cristina Gabetti, prodotto da Oxfam e Mondadori.com, 2013.
- Madame Rouge, con Lucianna De Falco e regia di Francesco Fei, prodotto da Mondadori.com, 2012.
- La Réclame, con il collettivo Le Occasioni (illustrazioni di Maddalena Fragnito), con il contributo di Fondazione Cariplo e in collaborazione con L’Unità, 2010.

## Spot per il non profit
- La ricerca del Valore, per Fondazione Bracco, 2019.
- Cosa vuoi fare da grande, per Workher, 2015.
- Ad 2013, con Alessandra Faiella, per Pari O Dispare, 2013.
- Coltiva la tua idea: Rio+20 con Ilaria D’Amico, per Oxfam, Cespi e Slow Food, 2012.
- Che cos’è Pari o Dispare con, tra gli altri, Paola Turci, Syria, Alessandro Cecchi Paone, per Pari o Dispare, 2010.

## Premi e riconoscimenti
- 2020 - È nel comitato di direzione di Futura Network insieme a Enrico Giovannini, Luca De Biase, Valentina Doorly, Monica Maggioni, Maria Luisa Parmigiani, Roberto Paura, Roberto Poli, Alessandro Rosina, Chiara Saraceno, Enrico Sassoon, Donato Speroni.
- 2020 - Viene eletta Ambassador dell'Associazione InclusioneDonna.
- 2019 - Viene selezionata come testimonial della campagna adv dell'Istutito di Ricerca Enea, promossa dal Ministero dello Sviluppo e dedicata alle donne di “Classe A”.
- 2016 - È direttrice artistica di Nòva Docu, la rassegna documentaristica realizzata all’interno degli Open Innovation Days di Padova (Il Sole 24 Ore e Università di Padova).
- 2014 - È tra i membri della giuria di Nabawood, Premio dedicato alle nuove promesse del cinema italiano.
- 2012 - Il documentario Body Shopping viene selezionato come proposta extra concorso dal Giffoni Film Festival.
- 2010 - Prende parte al Board di Triennale VisionLab, progetto di Triennale dedicato all’innovazione museale ed espositiva.
- 2009 - Viene selezionata per il Board del Premio Ischia Internazionale di Giornalismo, con delega al coordinamento del Premio dedicato ai Media Online e ai Social Media.
- 2008 - Il documentario "Esistere!Esistere!Esistere!” viene premiato al Meeting delle Etichette Indipendenti (MEI) di Faenza.
- 2007 - È Premio Giornalistico Ischia Giovani (Under 35) insieme a Ilaria Cavo, Annalena Benini e Valeria Braghieri.